# Sargocentron hastatum
El candil africano o candil colorado es la especie Sargocentron hastatum, un pez marino de la familia holocéntridos, distribuida por aguas de la costa este del océano Atlántico desde Portugal al norte hasta Angola en el sur, incluidas las islas Azores.

## Anatomía
Morfología corporal similar a otros peces de la familia, con una longitud máxima descrita de 25 cm, con coloración roja y radas claras horizontales.

## Hábitat y biología
Vive en arrecifes y zonas rocosas de la costa de hasta 200 m de profundidad. Oculto durante el día y sale a cazar de noche.

## Importancia para el hombre
Se pesca y vende en los mercados, pero con escaso valor comercial.